# سلیمان‌آباد (فسا)
سلیمان‌آباد (فسا)، روستایی از توابع بخش مرکزی شهرستان فسا در استان فارس ایران است.

## جمعیت
این روستا در دهستان جنگل قرار دارد و براساس سرشماری مرکز آمار ایران در سال ۱۳۸۵، جمعیت آن ۱۰۸ نفر (۲۳خانوار) بوده‌است.